# Netzwerk Evidenzbasierte Medizin
Das Netzwerk Evidenzbasierte Medizin e. V. (EbM-Netzwerk) (bis 2022: Deutsches Netzwerk Evidenzbasierte Medizin e. V.) ist eine wissenschaftliche Fachgesellschaft, die sich mit Theorie und Praxis der Evidenzbasierten Medizin (EbM) beschäftigt. Das Netzwerk ist Mitglied der Arbeitsgemeinschaft der Wissenschaftlichen Medizinischen Fachgesellschaften (AWMF).

## Wirken
Das EbM-Netzwerk wurde 1998 gegründet und 2001 als gemeinnütziger Verein eingetragen. Das Netzwerk hat etwa 1000 Mitglieder aus allen Bereichen des Gesundheitswesens, darunter mehr als 50 institutionelle Mitglieder, z. B. Arzneimittelkommission der deutschen Ärzteschaft, Ärztliches Zentrum für Qualität in der Medizin, Bundespsychotherapeutenkammer, Deutsche Gesellschaft für Allgemeinmedizin und Familienmedizin, Deutscher Verband der Ergotherapeuten, Deutscher Verband für Physiotherapie, Gemeinsamer Bundesausschuss, Institut für Qualität und Wirtschaftlichkeit im Gesundheitswesen, Österreichische Ärztekammer, Zentrum für Qualität in der Pflege, Zentrum Zahnärztliche Qualität (Stand 3. September 2019).
Das Netzwerk dient dem fachlichen Austausch der an EbM Interessierten durch Unterhaltung einer webbasierten Informations- und Kommunikationsplattform und der Fachzeitschrift Zeitschrift für Evidenz, Fortbildung und Qualität im Gesundheitswesen (ZEFQ). Daneben betätigt es sich an der Entwicklung und Vermittlung von Aus-, Weiter- und Fortbildungscurricula und -modellen. Neben der Durchführung von Evaluations- und Forschungsprojekten arbeitet es an der Weiterentwicklung von Theorie, Methoden und Ethik der EbM. Evidence-based Nursing (EbN) ist im EbM-Netzwerk seit 2002 durch den Fachbereich Pflege und Gesundheitsförderung vertreten.
Die österreichische Sektion hat 2010 unter einer eigenen Web-Adresse ein spezielles Informationsangebot für Österreich eingerichtet.
Die Geschäftsstelle der EbM-Netzwerks war von 2002 bis 2013 beim Ärztlichen Zentrum für Qualität in der Medizin angesiedelt. Von 2014 bis 2013 hatte die Geschäftsstelle des EbM-Netzwerk im Haus der Deutschen Krebsgesellschaft in Berlin ihren Sitz. Seit Frühjahr 2020 besteht mit der Deutschen Gesellschaft für Allgemeinmedizin und Familienmedizin (DEGAM), der Deutschen Gesellschaft für Sozialmedizin und Prävention (DGSMP), der Gesellschaft der Hochschullehrer für Allgemeinmedizin sowie der Stiftung Praxissiegel eine Bürogemeinschaft in Berlin-Mitte.

## Fachbereiche und Arbeitsgruppen
Die inhaltliche Arbeit des EbM-Netzwerks erfolgt primär innerhalb der themenspezifischen Fachbereiche und Arbeitsgruppen (Stand: März 2024):

### Fachbereiche
- EbM in Aus-, Weiter- und Fortbildung
- EbM in Klinik und Praxis
- Ethik und EbM
- Evidenzbasierte Pharmazie
- Gesundheitsfachberufe (bis 2014: Pflege, Therapieberufe und Hebammenwesen)
- Health Technology Assessment
- Informationsmanagement
- Leitlinien
- Methodik
- Patienteninformation und Patientenbeteiligung
- Public Health
- Zahnmedizin

### Arbeitsgruppen
- Digitalisierung
- Klimawandel und Gesundheit
- Nachwuchs

## Leitlinien zur Behandlung
Die Gesellschaft entwickelt zu Themen ihres Fachgebiets medizinische Leitlinien, die im Rahmen des AWMF-Leitlinienprogramms veröffentlicht werden.

## Preise und Ehrungen

### David-Sackett-Preis
Für herausragende wissenschaftliche Leistungen auf dem Gebiet der Evidenzbasierten Medizin und Gesundheitsversorgung vergibt das EbM-Netzwerk seit 2008 jährlich den David-Sackett-Preis.

### Journalistenpreis EbM in den Medien
Seit 2009 schreibt das EbM-Netzwerk jährlich den Journalistenpreis „Evidenzbasierte Medizin in den Medien“ aus. Der Preis würdigt journalistische Arbeiten, die in herausragender Weise die Prinzipien der evidenzbasierten Medizin in Beiträgen zum Thema Medizin und Gesundheit umsetzen.

### Ehrenmitgliedschaft
Mitglieder bzw. Personen, die sich um den Verein besonders verdient gemacht haben, können von der Mitgliederversammlung zu Ehrenmitgliedern gewählt werden.
Bis September 2024 wurde an sechs Personen die Ehrenmitgliedschaft verliehen: David L. Sackett (2008), Albrecht Encke (2011), Günter Ollenschläger (2016), Gerd Antes (2019), Ingrid Mühlhauser und Hans-Heinrich Raspe (2023).

## Historie
| Jahr | Ereignisse |
| ---- | --- |
| 1997 | - Erster EbM-Workshop in Lübeck, 17.–21. August 1997. Veranstalter: Institut für Sozialmedizin des Universitätsklinikums Schleswig-Holstein. |
| 1998 | - Gründung der Arbeitsgemeinschaft „Deutsches Netzwerk Evidenzbasierte Medizin“ in Berlin, 14. März 1998. Ort: Kaiserin-Friedrich-Haus |
| 2000 | - Einführung des Begriffs „evidenzbasierte Leitlinien“ in das Sozialgesetzbuch (§§ 137f, 137g, 266 SGB V) - ZEFQ wird offizielles Publikationsorgan des EbM-Netzwerks - Lehrbuch Evidenzbasierte Medizin in Klinik und Praxis, 1. Auflage                                                |
| 2001 | - Gründung des Vereins „Deutsches Netzwerk Evidenzbasierte Medizin“ in Berlin, 2. April 2001 in Berlin. Gründungsmitglieder: Gerd Antes, Hans Dreykluft, Jürgen Hammerstein, Günther Jonitz, Regina Kunz, Monika Lelgemann, Günter Ollenschläger, Hans-Heinrich Raspe, Henning Schaefer. |
| 2002 | - Curriculum Evidenzbasierte Medizin, 1. Auflage: Mehrteiliger Fortbildungskurs für Ärzte. Herausgeber: EbM-Netzwerk (bis 2022: DNEbM) und ÄZQ |
| 2004 | c |
| 2005 | - Curriculum Evidenzbasierte Medizin, 2. Auflage - Curriculum Health Technology Assessment (HTA), 1. Auflage, gemeinsam mit dem HTA-Verein |
| 2007 | - Lehrbuch Evidenzbasierte Medizin in Klinik und Praxis, 2. Auflage |
| 2008 | - Stiftung und erste Verleihung des David-Sackett-Preises |
| 2009 | - Stiftung und erste Verleihung des Journalisten-Preises des EbM-Netzwerks - Gute Praxis Gesundheitsinformation, 1. Auflage |
| 2010 | - Gründung der österreichischen Sektion des EbM-Netzwerks ebm-netzwerk.at |
| 2015 | - Gute Praxis Gesundheitsinformation, 2. Auflage |
| 2017 | - Veröffentlichung der Leitlinie evidenzbasierte Gesundheitsinformation |
| 2019 | - Mitgliederzahl steigt auf über 1000 |
| 2022 | - Umbenennung des Vereins in Netzwerk Evidenzbasierte Medizin e. V. (EbM-Netzwerk) (englisch: Network for Evidence-Based Medicine) |

### Gründungsmitglieder und Vorsitzende
Das Netzwerk wurde im Jahr 1998 durch einen Koordinierungsausschuss gegründet, dem Fachleute aus Wissenschaft und Patientenversorgung angehörten. Beteiligt waren: Gerd Antes (Vorsitzender 2001–2003, Ehrenmitglied seit 2019), Ferdinand M. Gerlach, Günther Jonitz, Johannes Köbberling, Regina Kunz, Karl Lauterbach, Günter Ollenschläger (Schriftführer 2001–2013, Ehrenmitglied seit 2016), Matthias Perleth, Ludger Pientka, Franz Porzsolt, Heiner Raspe (Vorsitzender 1998–2001, Ehrenmitglied seit 2023), Hans-Konrad Selbmann, Christoph Straub.
| Jahr      | Vorsitzende des EbM-Netzwerks |
| --------- | ----------------------------- |
| 1998–2001 | Heiner Raspe                  |
| 2001–2003 | Gerd Antes                    |
| 2003–2005 | Johannes Forster              |
| 2005–2007 | Jürgen Windeler               |
| 2007–2009 | Edmund Neugebauer             |
| 2009–2011 | David Klemperer               |
| 2011–2013 | Monika Lelgemann              |
| 2013–2015 | Gabriele Meyer                |
| 2015–2017 | Ingrid Mühlhauser             |
| 2017–2019 | Dagmar Lühmann                |
| 2019–2021 | Andreas Sönnichsen            |
| 2021–2023 | Tanja Krones                  |
| 2023–2024 | Michaela Eikermann            |
| seit 2024 | Tanja Krones                  |

siehe auch

## Kritik
In der Corona-Pandemie kritisierte das EBM-Netzwerk den aus ihrer Sicht zu weitgehenden, strengen Umgang mit der Pandemie. Die Stellungnahme wurde unterschiedlich bewertet. Während Jonas Schmidt-Chanasit sie begrüßte, kritisierte sie Christian Drosten als polemisch und emotional, aber ganz sicher nicht evidenzbasiert.